# USS Wasp (CV-18)
USS Wasp (CV-18) — американский авианосец типа «Эссекс» времён Второй мировой войны. Назван в честь погибшего 15 сентября 1942 года авианосца USS Wasp (CV-7).

## Строительство
Заложен на верфи Fore River Shipyard 18 марта 1942 года. Спущен на воду 17 августа 1943 года.

## Служба
Вступил в строй 24 ноября 1943 года. Участвовал в сражениях против Японии на Тихоокеанском театре военных действий, получив 8 боевых звёзд.
17 февраля 1947 года выведен в резерв.
Вновь вступил в строй 28 сентября 1951 года после модернизации по проекту SCB-27A.
1 октября 1952 года переклассифицирован в CVA-18. Далее служил в Атлантическом океане.
27 апреля 1952 года в Атлантике столкнулся с эскадренным тральщиком «Хобсон», в результате чего тральщик разломился пополам и затонул, погибло 176 человек. После ремонта переведен на Тихий океан.
Во время конфликта между КНР и Тайванем в феврале 1955 года находился в Тайваньском проливе. 9 февраля один из его самолётов AD-5W был сбит китайской зенитной артиллерией.
Затем USS Wasp был переведен в Атлантический океан.
18 августа 1955 года во время пожара погибло 2 человека и 20 были ранены, сгорело 7 вертолетов.
Модернизирован по проекту SCB-125 и 1 ноября 1956 года переклассифицирован в противолодочный вертолетоносец, получив бортовой номер CVS-18.
Модернизирован по программе FRAM в рамках бюджета 1964 года.
Обеспечивал посадку американских космических аппаратов «Джемини-4» (7 июня 1965 года), «Джемини-6A» (16 декабря 1965 года), «Джемини-7» (18 декабря 1965 года), «Джемини-9A» (6 июня 1966 года) и «Джемини-12» (15 ноября 1966 года).
1 июля 1972 года выведен из боевого состава флота и списан.
Продан на слом 21 мая 1973 года.